# Фумико Хаяши
Фумико Хаяши (на японски: 林 芙美子) е японски писател и поет.

## Биография и творчество
Фумико Хаяши е родена на 31 декември 1903 г. в Шимоносеки, Япония. Когато е на 7 години, майка ѝ бяга от вкъщи заедно с мениджъра на магазина на съпруга ѝ, и по-късно тримата работят в Кюшу като търговци. След като завършва гимназия през 1922 г., Хаяши се мести да живее в Токио с любовника си и живее с няколко други мъже, докато не се омъжва за художника Рокубин Тезука (手塚 緑敏?) през 1926.
Много от нейните творби засягат темите за жените със свободен дух и проблематични любовни връзки. Една от най-известните ѝ творби е Хороки („Дневник на един вагабонд“) (放浪記, 1927), която бива адаптирана в анимето „Wandering Days“.
Фумико Хаяши умира на 29 юни 1951 г. в Токио.

## Произведения
частична библиография
- Horoki (1930)
- Fukin to uo no machi (1931) – разказ
- Seihin no sho (1933) – автобиографичен
- Nakimushi Kozo (1934)
- Inazuma (1936)
- Uzushio (1947)
- Bangiku (1948) – разказ, литературна награда за жени
- Shirosagi (1949) – разказ
- Suissen (1949) – разказ
- Chairo no me (1950)
- Ukigumo (1951)
- Meshi (1951)

## Галерия
- 1918
- 1921
- 1926
- 1929
- 1934
- 1940
- 1951